# Умершие в декабре 2011 года
Это список известных людей, соответствующих установленным критериям значимости (см. Википедия:Критерии значимости персоналий), умерших в декабре 2011 года.
Причина смерти указывается лишь в исключительных случаях (убийство, самоубийство, гибель в результате военных действий, смертная казнь, ДТП или несчастные случаи). В остальных случаях — не указывается.

## Список

### 1 декабря
- Антипин, Владимир (35) — российский специальный корреспондент журнала «Русский репортёр» в Екатеринбурге, трагически погиб[1].
- Блайер, Андрей (78) — румынский кинорежиссёр, сценарист и продюсер, номинант на главный приз I Московского международного кинофестиваля (1959) («Мяч»). [www.kino-teatr.ru/kino/director/euro/54539/bio/]
- Битсон, Артур (66) — австралийский регбист, игрок и капитан национальной сборной, трёхкратный чемпион мира (1968, 1975, 1977), первый капитан сборной (в любом виде спорта) из австралийских аборигенов, тренер сборной Австралии[2].
- ван ден Бош, Ипполит (85) — бельгийский футболист, игрок «Андерлехта» и сборной Бельгии, лучший бомбардир чемпионата Бельгии (1954), участник финальной части чемпионата мира (1954)[3].
- Вольф, Криста (82) — немецкая писательница[4].
- Калинин, Максим Николаевич (43) — российский актёр, сыгравший роль Королькова в фильме «Приключения Электроника». Самоубийство. [www.kino-teatr.ru/kino/acter/c/sov/31618/bio/]
- Лесаж, Франсуа (82) — французский кутюрье, владелец старейшего французского ателье вышивки Maison Lesage[5].
- Маккинни, Билл (80) — американский актёр («Джоси Уэйлс — человек вне закона», «Рэмбо: Первая кровь»). [www.kino-teatr.ru/kino/acter/hollywood/61585/works/]
- Орловец, Иван Власович (87) — участник Великой Отечественной войны, заслуженный пилот СССР, ветеран гражданской авиации.
- Сьюз, Алан (85) — американский актёр («Божественный пёс»). [www.kino-teatr.ru/kino/acter/hollywood/159913/works/]
- Хвегер, Рагнхильд (90) — датская пловчиха, трёхкратная чемпионка Европы (1938), серебряный призёр летних Олимпийских игр в Берлине (1936), многократная рекордсменка мира[6].

### 2 декабря
- Александров, Николай Степанович (84) — советский государственный деятель, председатель исполнительного комитета Саратовского областного совета народных депутатов (1971—1989)[7]
- Булюбаш, Людмила Александровна (92) — Заслуженный работник культуры РФ, педагог, автор методических разработок по сценической речи и учебных комплексов по воспитанию техники сценического слова[8].
- Джурина, Павле (57) — хорватский гандболист, чемпион летних Олимпийских игр в Лос-Анджелесе (1984) в составе сборной Югославии[9].
- Лог, Кристофер (85) — английский поэт и переводчик[10].
- Муравьёв, Евгений Михайлович (61) — ректор Тверского института экологии и права[11].
- Тапиа, Билл (103) — американский джазовый музыкант[12]
- Хасэгава, Тиёно (115) — японская долгожительница, старейшая жительница Японии и Азии всех времён[13].

### 3 декабря
- Ананд, Дев (88) — индийский актёр, режиссёр, продюсер и сценарист[14]
- Годо, Сабри (82) — албанский писатель и политик, основатель и первый председатель Республиканской партии Албании[15].
- Данияров, Санжарбек (83) — киргизский учёный, академик Национальной академии наук КР, заслуженный деятель науки и заслуженный врач, лауреат Государственной премии КР в области науки и техники, профессор медицинской академии, доктор медицинских наук[16].
- Жданов, Сергей Леонидович — ректор Вятской государственной сельскохозяйственной академии (с 1999)[17].
- Маришаль Хулия (67) — мексиканская актриса («Дикая Роза»)[18].
- Петрусенко, Семён Иосифович (92) — Полный кавалер Ордена Славы.
- Риклес, Ларри (41) — американский продюсер, лауреат премии Эмми (2007)[19].
- Родригес Баррера, Рафаэль (74) — мексиканский политический деятель, губернатор штата Кампече (1973—1979), президент Институционно-революционной партии (1992—1993)[20]

### 4 декабря

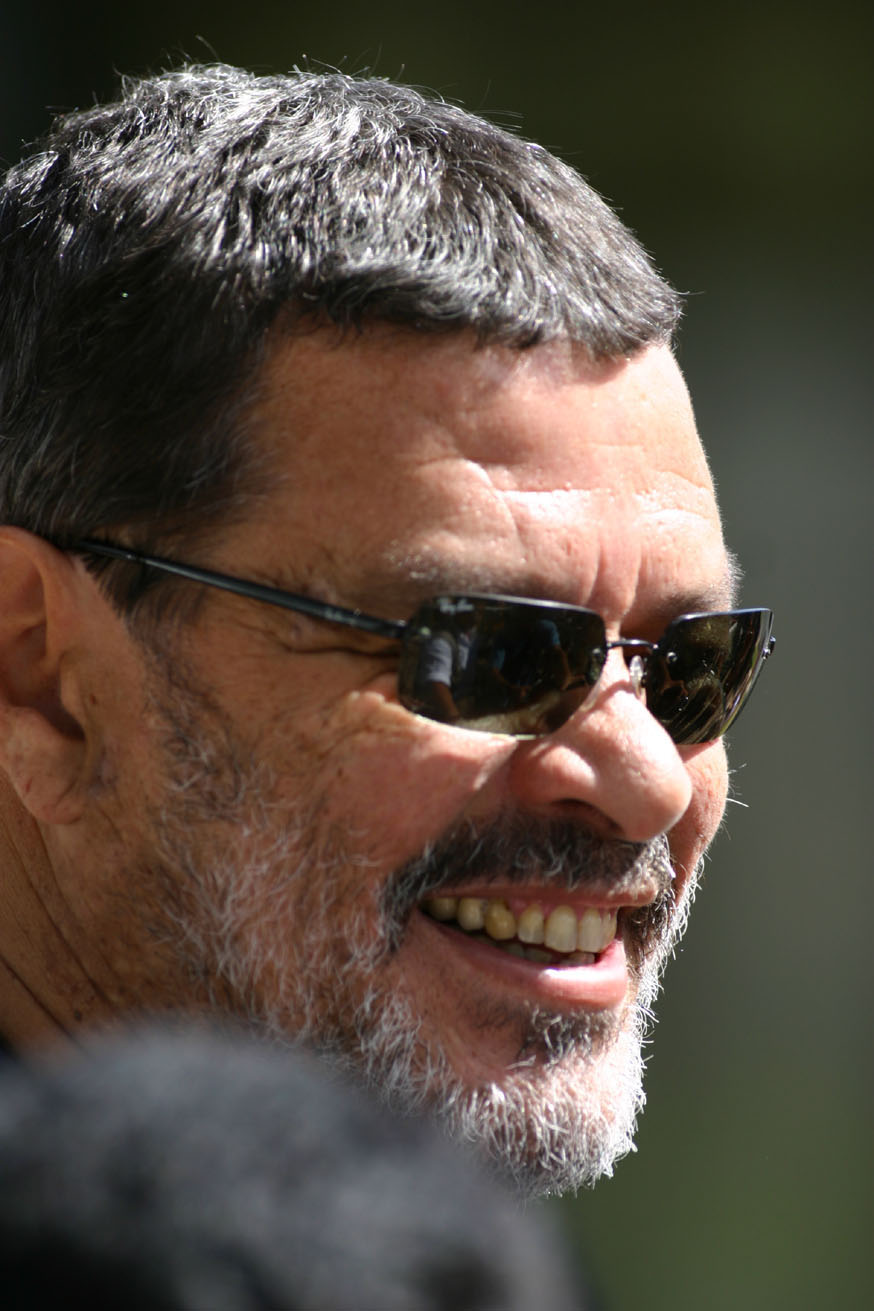
Сократес

- Данн, Патрисия (58) — генеральный директор Hewlett-Packard (2005—2006), рак[21].
- Думбрэвяну, Виктор Александрович (65) - советский и молдавский писатель и киносценарист[22]..
- Йоэнсуу, Матти (63) — финский писатель детективного жанра[23].
- Кабаши, Бесим (35) — немецкий кикбоксер, многократный чемпион мира и Европы[24].
- Керимов, Шахгусейн (63) — азербайджанский повар, многократный победитель международных фестивалей[25].
- Александр Кутепов (88) — полный кавалер ордена Славы.
- Константин Михаленко (91) — советский лётчик, участник Великой Отечественной войны, Герой Советского Союза, писатель.
- Самлин, Хьюберт (80) — американский блюзовый музыкант[26].
- Сократес (57) — бразильский футболист, полузащитник, капитан сборной Бразилии на чемпионатах мира 1982 и 1986 годов; септический шок[27].
- Твердохлебов, Андрей Николаевич (71) — советский правозащитник и диссидент, физик[28].
- Ханушкевич, Адам (87) — польский актёр и театральный режиссёр.[www.kino-teatr.ru/kino/acter/euro/244795/bio/]

### 5 декабря
- Адамс, Колин (70) — британский писатель[29].
- Апполонов, Владимир Сергеевич (69) — актёр Владимирского академического театра драмы.(более 40 лет на сцене, более 150 ролей)[30].
- Биггерс, Дэн (80) — американский актёр («Существо в корзине 3: Потомство», «Слава»)[31].
- Бьянки, Бруно (56) — французский режиссёр, сценарист и продюсер анимационных фильмов («Инспектор Гаджет», «Хитклифф»)[32].
- Виолетта Виллас (73) — польская певица и актриса, обладательница колоратурного сопрано[33].
- Гетин, Питер (71) — британский автогонщик, пилот Формулы-1.[34]
- Декомбе, Мишель (81) — французский артист балета и балетмейстер, художественный руководитель балетной труппы Парижской оперы (Ballet de l’Opéra National) (1962—1969)[35]
- Доти, Пол (91) — американский учёный-биохимик, участник Пагуошского движения учёных, член совета директоров Фонда «Сороса», который оказывал поддержку российским учёным в 1990-х годах[36].
- Дубцов, Виктор Викторович (60) — российский джазовый музыкант и продюсер. Отец певицы Ирины Дубцовой[37].
- Клебанов, Анатолий Николаевич (59) — советский ватерполист, игрок национальной сборной, чемпион мира (1975), участник летних Олимпийских игр в Монреале (1976), победитель Кубка Чемпионов и Суперкубка Европы в составе ЦСК ВМФ[38].
- Логофет, Геннадий Олегович (69) — советский футболист и тренер, защитник московского «Спартака»[39].
- Телевицкая, Дина Александровна (60) — поэт и прозаик, автор стихов и прозы для детей и взрослых, педагог.
- Фуюсиба, Тэцудзо (75) — японский политический деятель, министр земель, инфраструктуры и транспорта (2006—2008)[40].
- Ханбабаев, Кафлан Муслимович (55) — российский политический деятель, заместитель министра по национальной политике, делам религий и внешним связям Дагестана, ученый-религиовед[41].

### 6 декабря
- Бугрова, Ирина Ивановна (57) — белорусский политолог, социальный психолог[42]. Архивная копия от 10 января 2012 на Wayback Machine
- Грей, Доби (71) — американский певец[43]
- Сафьян, Збигнев (89) — польский писатель[44].
- Сум Йин Фан (112) — канадская долгожительница, старейшая жительница Канады[45].
- Рахимжан Токатаев (88) — советский танкист, Герой Советского Союза, сержант.

### 7 декабря
- Дон Зыонг[вьет.] (55) — вьетнамский актёр, эмигрировавший в США («Три сезона», «Мы были солдатами»)[46].
- Коровин, Сергей Константинович (66) — российский учёный, академик РАН, главный научный сотрудник ИСА РАН[47].
- Крокер, Питер (89) — английский футболист, обладатель кубка Англии (1947)[48].
- Мелу Эжидиу, Нину (89) — португальский военный и политический деятель, губернатор Макао (1979—1981)[49].
- Морган, Гарри (96) — американский актёр, лауреат премии «Эмми» («МЭШ»)[50].
- Робинсон, Джерри (89) — американский художник комиксов, создатель персонажей Джокера и Робина из комиксов о Бэтмене.[51]

### 8 декабря
- Адэр, Гилберт (66) — шотландский писатель, сценарист и кинокритик[52].
- Баембаев, Роман (55) — израильский поэт и перформансист[53].
- Бент, Марк Иосифович (74) — профессор филологии Челябинского государственного университета, основатель и бессменный руководитель кафедры зарубежной литературы[54].
- Коуэн, Зелман (92) — австралийский политик, 19-й Генерал-губернатор Австралии (1977—1982)[55].
- Мариани, Джорджио (65) — итальянский футболист, чемпион Италии (1968/1969)[56].
- Симаков, Роман Николаевич (27) — российский боксёр, выступавший в полутяжёлом весе, чемпион Азии по версии WBC; умер от травмы, полученной в ходе поединка[57].

### 9 декабря
- Ильин, Игорь Олегович (59) — российский православный журналист, автор «Русской линии»[58].
- Кобяков, Станислав Тимофеевич (70) — председатель исполкома Белгородского городского Совета[59].
- Майоров, Валерий Евгеньевич — российский актёр, режиссёр, журналист, автор общественно-политических программ. [www.kino-teatr.ru/kino/acter/m/star/36760/bio/]
- Местре Жуан Пекено (93) — бразильский мастер Капоэйры Ангола[60].
- Филлипс, Лэн (89) — английский футболист, игрок «Портсмута» и сборной Англии по футболу, двукратный чемпион Англии (1949, 1950)[61].
- Яруллин, Фанис Гатауллович (73) — татарский поэт, прозаик, драматург, Народный поэт Республики Татарстан[62].
- Лихтаренко, Григорий Владимирович (29) — лидер движения зацеперов[63].

### 10 декабря
- Гудкова, Галина Георгиевна (68) — солистка Челябинского государственного академического театра оперы и балета имени М. И. Глинки, заслуженная артистка России[64].
- Гурджар, Парсарам (125)? — старейший житель Индии[65]
- Джармен, Вида (73) — хорватская актриса («Выбор Софи», «Офицер с розой»). [www.kino-teatr.ru/kino/acter/hollywood/114139/works/]
- Оверхаузер, Альберт (86) — американский физик, который открыл Эффект Оверхаузера[66].
- Чуркин, Александр Александрович (61) — актёр Архангельского театра кукол, Заслуженный артист Российской Федерации.
- Эхин, Андрес (71) — эстонский поэт и переводчик[67].

### 11 декабря
- Боттино, Родольфо (52) — бразильский актёр[68].
- Кырымлы, Ахмет Исхан (91) — турецкий политический и общественный деятель, министр туризма, поэт[69].
- Лари, Леонида (Любовь Ивановна Йорга, 62) — молдавская и румынская писательница, народный депутат СССР (1989—1991) и депутат парламента Румынии (1992—2008)[70].
- Петрусенко, Семён Иосифович (92) — участник Великой Отечественной войны, полный кавалер ордена Славы[71].
- Фоли, Джон Патрик (76) — американский куриальный кардинал, Великий магистр Ордена Святого Гроба Господнего Иерусалимского (2007—2011), Председатель Папского совета по массовым коммуникациям (1984—2007)[72].
- Хелмс, Линн (86) — американский военный и политический деятель, руководитель Федерального управления гражданской авиации США (1981—1984)[73].
- Хопкинс, Харольд (67) — австралийский актёр («Галлиполи»). [www.kino-teatr.ru/kino/acter/hollywood/96698/works/]

### 12 декабря
- Аттерберри, Джон (40) — американский музыкальный продюсер; убийство[74].
- Бада, Сандей (42) — нигерийский спринтер, серебряный призёр летних Олимпийских игр в Сиднее (2000) в эстафете 4×400 м, бронзовый призёр чемпионата мира (1995) на этой же дистанции[75].
- Лорер, Генрих (93) — швейцарский хоккеист, бронзовый призёр зимних Олимпийских игр в Санкт-Морице (1948)[76].
- Мендоса, Альберто де (88) — аргентинский актёр («Поезд страха», «Мания величия», «Ящерица под женской кожей»)[77].
- Одинцов, Михаил Петрович (90) — заслуженный военный лётчик СССР, дважды Герой Советского Союза, генерал-полковник авиации в отставке[78].
- Олинеску, Мэлина (37) — румынская певица (Конкурс песни Евровидение 1998), самоубийство[79].
- Пелиза, Роберт (91) — глава правительства Гибралтара (1969—1972)[80].
- Сотничевская, Софья Владимировна (95) — советская и российская театральная актриса, заслуженная артистка России[81].
- Шнайдер, Берт (78) — американский продюсер, лауреат кинопремии «Оскар» (1975) за лучший документальный фильм («Сердца и мысли»)[82].

### 13 декабря
- Гарибджанян, Людвиг Папикович (89) — армянский советский политический, общественный и государственный деятель, министр высшего и среднего специального образования Армянской ССР (1975—1989)[83].
- Евдокимов, Ростислав (61) — российский поэт и правозащитник[84].
- Зилофф, Клаус-Дитер (69) — немецкий футболист, игрок национальной сборной, призёр чемпионатов мира (1966, 1970)[85].
- Иван Оглоблин (90) — Герой Советского Союза.
- Пак Тхэ Джун (84) — южнокорейский предприниматель, премьер-министр Южной Кореи (2000)[86].
- Хобан, Рассел (86) — американский писатель (научная фантастика, фэнтези и детские книги)[87].

### 14 декабря
- Джо Саймон (98) — американский сценарист и художник комиксов, создатель Капитана Америки[88].
- Гроддек, Карл-Генрих фон (75) — немецкий спортсмен, олимпийский чемпион летних Игр в Риме (1960) в соревнованиях среди восьмёрок в академической гребле[89].
- Карпанеда, Луиджи (86) — итальянский фехтовальщик, чемпион летних Олимпийских игр в Мельбурне 1956, серебряный призёр летних Олимпийских игр в Риме 1960[90].
- Рустамов, Гадир (76) — азербайджанский певец, народный артист Азербайджана[91].
- Спирс, Билли Джо (74) — американская кантри-певица[92].
- Феблес Педро (53) — венесуэльский футболист, игрок сборной Венесуэлы по футболу участник летних Олимпийских игр в Москве 1980 и Кубков Америки по футболу (1979, 1983, 1989)[93].
- Шарп, Дон (89) — британский режиссёр («Слёзы под дождём»)[94].
- Черток, Борис Евсеевич (99) — советский, российский учёный-конструктор, один из ближайших соратников С. П. Королёва, академик РАН, Герой Социалистического Труда[95].
- Шестернин, Борис Ильич (92) — Герой Советского Союза.

### 15 декабря

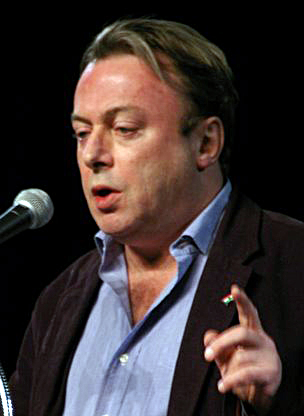
Кристофер Хитченс

- Брукмейер, Боб (81) — американский джазовый тромбонист, пианист и композитор[96].
- Гиллер, Вальтер (84) — немецкий актёр (более 100 фильмов) («Солнце бродяг»). [www.kino-teatr.ru/kino/acter/euro/111408/bio/]
- Ибарра, Рикардо (61) — аргентинский гребец. Чемпион Америки (1987), Участник летних Олимпийских игр (1972, 1976, 1984)[97].
- Камалов, Хаджимурад Магомедович (46) — российский дагестанский журналист, учредитель общественно-политической газеты «Черновик» и генеральный директор ОАО «Свобода Слова»; убийство[98].
- Нур Хан (88) — пакистанский военный и политический деятель, главнокомандующий Военно-воздушными силами Пакистана (1965—1969), губернатор Западного Пакистана (1969—1970)[99].
- Ричардс, Джейсон (35) — новозеландский гонщик[100].
- Хитченс, Кристофер (62) — американский журналист и писатель[101]..

### 16 декабря
- Ахмедова, Фирангиз Юсиф кызы (83) — азербайджанская оперная певица, народная артистка СССР[102].
- Копытман, Марк Рувимович (82) — советский и израильский композитор.
- Письменный, Михаил Андреевич (67) — российский писатель и переводчик[103].
- Соляник, Альбина Ильинична (65) — российский поэт, журналистка, автор поэтических книг «Музыка дождя» (Омск, 1997), «Тоска по огню» (Омск, 1998), «Еще не осень» (Омск, 2001), «Колдуют над Россией снегопады…» (Омск, 2002), «В лабиринтах памяти моей» (Омск, 2004), «Мгновений свет» (Омск, 2010)[104].
- Тевекелян, Диана Варткесовна (77) — журналистка, писательница, первый литературный редактор булгаковского «Мастера и Маргариты», главный редактор издательства «Слово»[105].
- Уильямсон, Никол (75) — британский актёр («Изгоняющий дьявола 3», «Спаун»)[106]
- Фрейзер, Дэн (90) — американский актёр[107].
- Хассан, Вики (56) — итальянский предприниматель и дизайнер, один из основателей и креативный директор бренда Miss Sixty; рак[108].

### 17 декабря

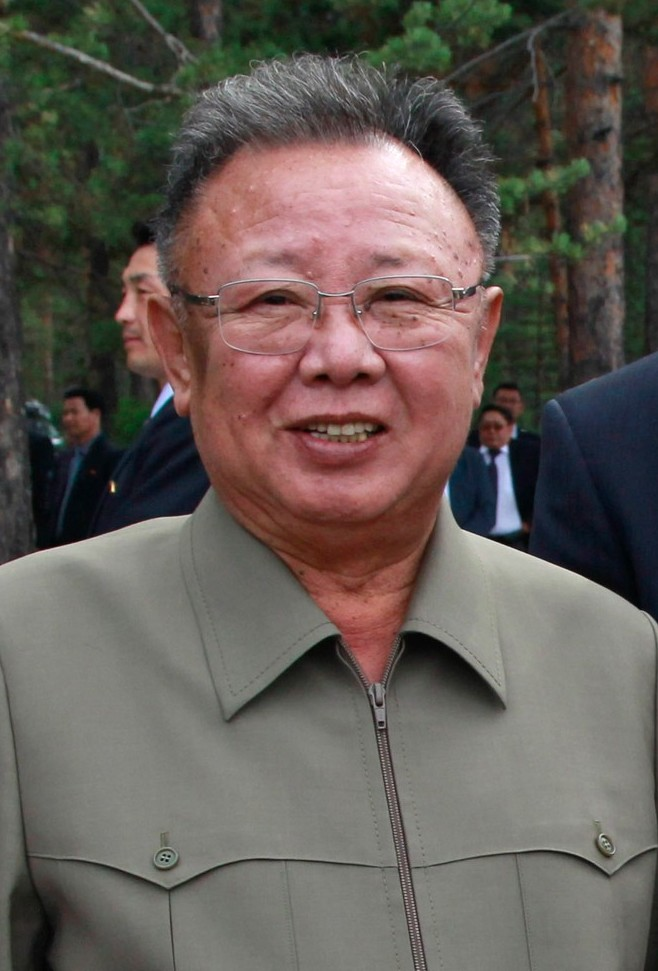
Ким Чен Ир

- Бритто, Сержио (88) — бразильский актёр («Музыка её души»)[109].
- Ким Чен Ир (69) — глава Корейской Народно-Демократической Республики (1994—2011); сердечный приступ[110].
- Александр Майстренко (55) — украинский учёный, профессор, доктор технических наук, академик Национальной академии наук Украины.
- Муларони, Пьер Наталино (63) — капитан-регент Сан-Марино (1995—1996)[111].
- Эквалл, Эва (28) — венесуэльская фотомодель, телеведущая и писательница; рак молочной железы[112].
- Эвора, Сезария (70) — певица с островов Зелёного Мыса, исполнительница морны, фаду и модиньи[113].

### 18 декабря

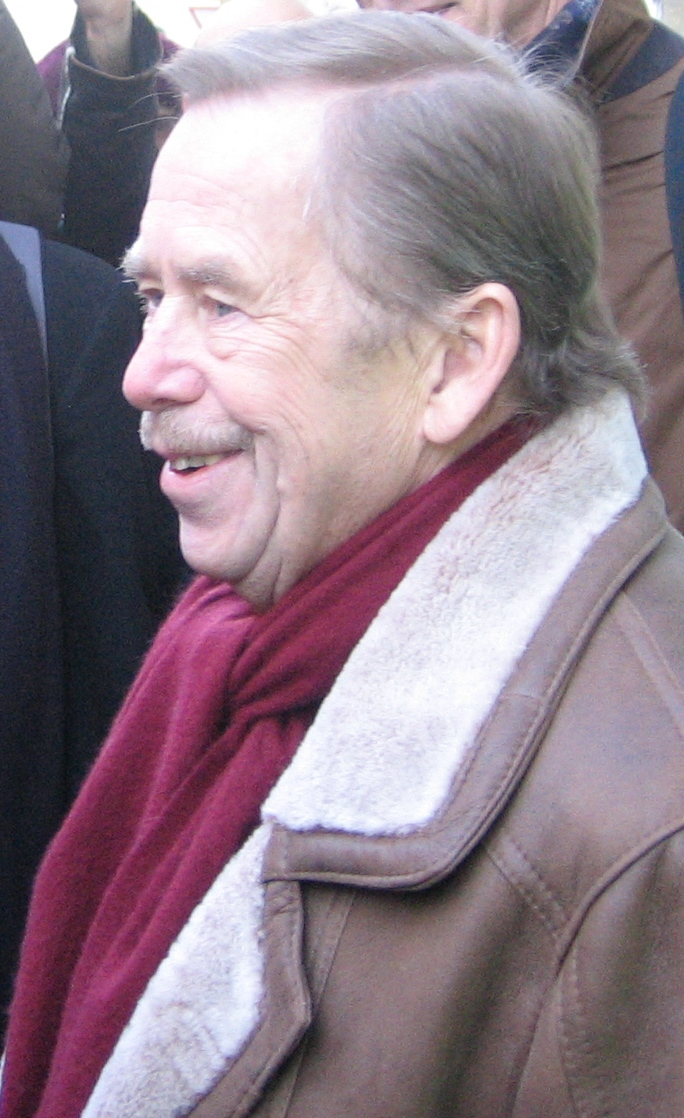
Вацлав Гавел

- Аведон, До (86) — американская актриса.
- Гавел, Вацлав (75) — чешский писатель, драматург, диссидент, последний президент Чехословакии (1988—1992) и первый президент Чехии (1993—2003)[114].
- Дойл, Джереми (28) — австралийский спортсмен, двукратный чемпион мира по баскетболу среди инвалидов, (2009, 2010), рак[115].
- Макдональд, Ральф (67) — американский музыкант-перкуссионист, автор песен; рак лёгких[116].
- Миляев, Валерий Александрович (74) — советский и российский физик, поэт и бард («Весеннее танго»), муж актрисы Людмилы Ивановой[117].
- Мишуков, Олег Васильевич (47) — ректор Херсонского государственного университета, инсульт[118].
- де Родас, Лоренцо (81) — мексиканский актёр («Мачеха»)[119].

### 19 декабря
- Березовский, Ефим Матвеевич (98) — Герой Советского Союза.
- Нуньес, Эктор (75) — уругвайский футболист и тренер[120].
- Юлдашбаев, Тоймас (79) — узбекский физик, академик Академии наук Узбекистана[121].

### 20 декабря

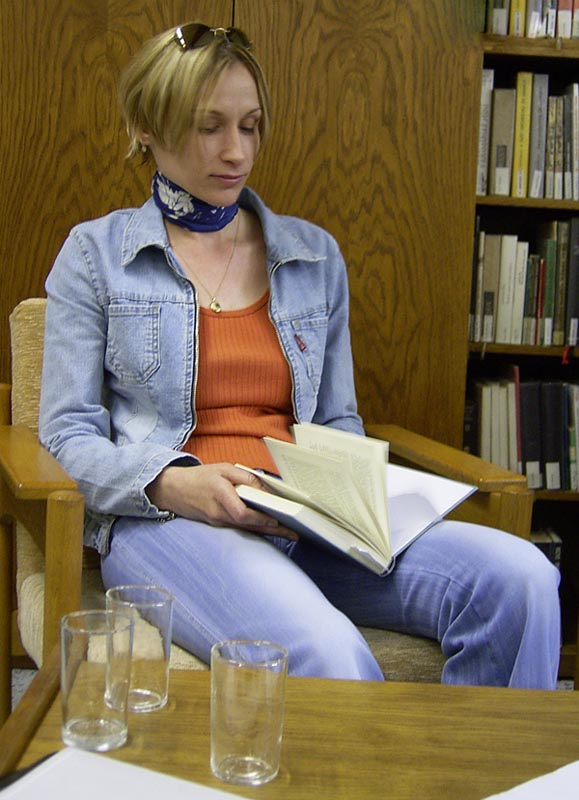
Гана Андроникова

- Эйдер, Роберт (79) — американский психолог, один из создателей психонейроиммунологии[122].
- Андроникова, Гана (44) – чешская писательница, рак[123].
- Голдман, Джейкоб (90) — американский учёный, основатель исследовательского центра Xerox PARC[124].
- Зитек, Вацлав (79) — чешский оперный певец[125].
- Морита, Ёсимицу (61) — японский кинорежиссёр, номинант на кинопремию Золотой медведь Берлинского кинофестиваля (1999) за фильм «Кейхо»[126].

### 21 декабря
- Айенгар, П. К. (80) — индийский учёный в области ядерной физики, председатель Комиссии по Атомной Энергии Индии[127]. Архивная копия от 1 марта 2012 на Wayback Machine
- Отто, Вернер (102) — немецкий предприниматель, основатель компании Otto Group[128].
- Рокка, Олави (86) — финский пятиборец, бронзовый призёр летних Олимпийских игр в Хельсинки (1952)[129].
- Рудаков, Евгений Васильевич (69) — советский и украинский футболист, вратарь, игрок Динамо (Киев) и сборной СССР, бронзовый призёр летних Олимпийских игр в Мюнхене 1972, серебряный призёр чемпионата Европы (1972)[130]
- Чемберлен, Джон (84) — американский скульптор[131].

### 22 декабря
- Берлин, Пер (90) — шведский борец, серебряный призёр летних Олимпийскизх игр в Хельсинки (1952) по вольной борьбе, бронзовый призёр летних Олимпийских игр в Мельбурне (1956) по классической борьбе[132].
- Бессьер, Ришар (88) — французский писатель-фантаст[133].
- Дюэл, Уильям (88) — американский актёр[134]
- Зуев, Михаил (48) — российский музыкант, лидер рок-группы «Иван Кайф», остановка сердца[135].
- Косых, Виктор Иванович (61) — советский и российский актёр; инсульт[136].
- Кузьменко, Валерий (26) — российский актёр, артист Омского театра для детей и молодежи. [www.kino-teatr.ru/kino/acter/ros/309280/bio]
- Мула, Нина (80) — албанская оперная певица российского происхождения, сопрано, мать певицы Инвы Мула[137].
- Тутунджян, Арминэ Миграновна (90) — армянская оперная певица, народная артистка Армянской ССР (1967)[138].

### 23 декабря
- Галаншин, Константин Иванович (99) — советский государственный и партийный деятель, первый секретарь Пермского обкома КПСС (1960—1968), министр целлюлозно-бумажной промышленности СССР (1968—1980)[139].
- ван Донген, Гис (79) — нидерландский мотогонщик. победитель Мото Гран-при Испании (1969)[140].
- Клатт, Билл (64) — американский хоккеист, игрок сборной США, участник чемпионата мира в Катовице 1976 (4-е место)[141].
- Мушегян, Норик Тагворович (76) — советский борец, заслуженный мастер спорта СССР, чемпион мира по вольной борьбе (1958), заслуженный тренер и деятель спорта Армении[142].
- Озолс, Вилис (88) — латвийский хореограф[143].
- Раззак, Абдур (69) — бангладешский политик, министр водных ресурсов (1996—2001)[144].
- Фоняков, Илья Олегович (76) — советский, российский поэт, журналист, переводчик[145].

### 24 декабря
- Бузо, Серджио (61) — итальянский футболист («Болонья») и тренер сборной Италии по футболу[146].
- Хестерс, Йоханнес (108) — нидерландский актёр и певец, старейший действующий актёр[147].
- Цешковский, Виталий Валерьевич (67) — советский и российский шахматист, гроссмейстер (1975), двукратный чемпион СССР (1978, 1986)[148].

### 25 декабря

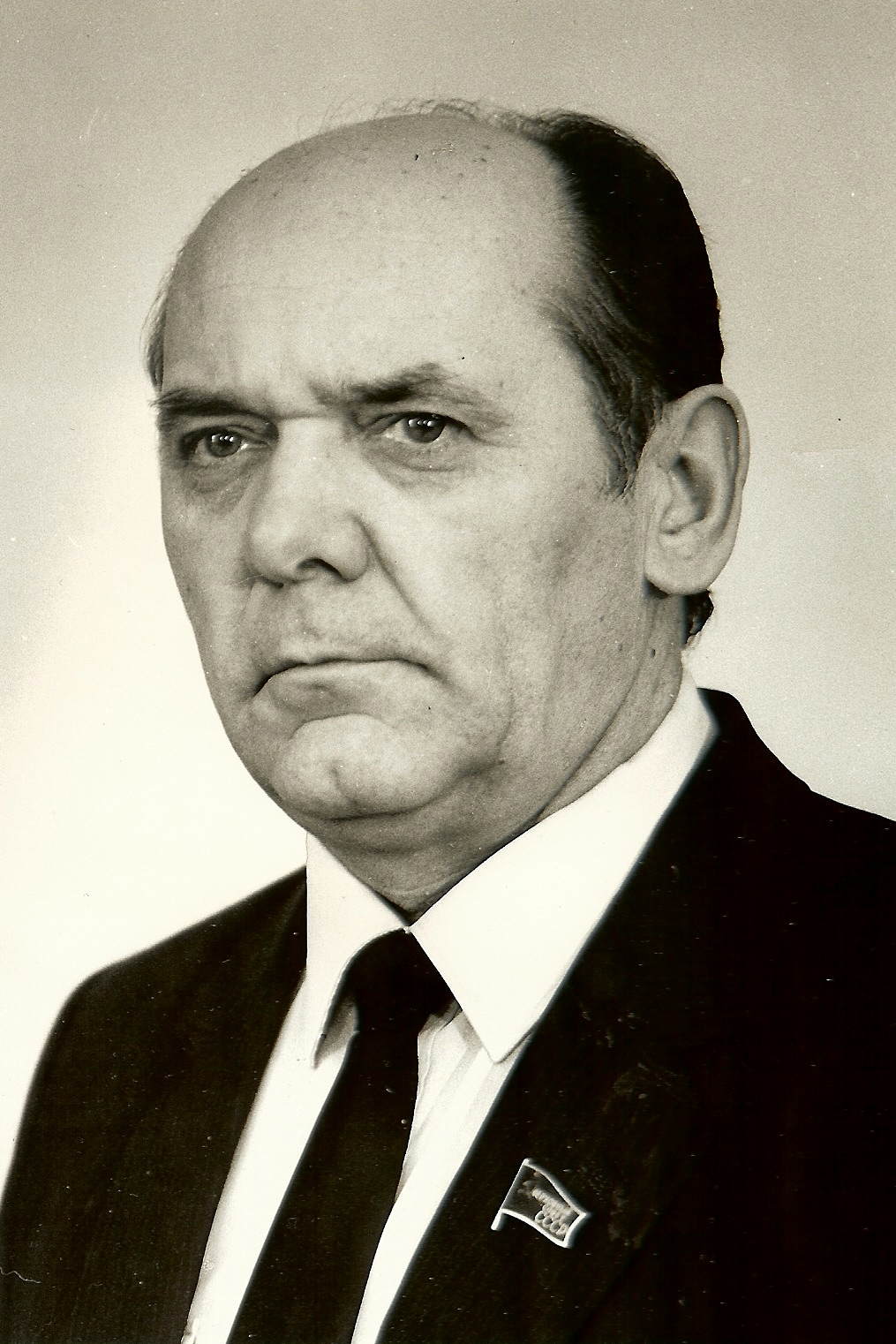
Александр Мельников

- Галхия, Хабиб (70) — тунисский боксёр, бронзовый призёр летних Олимпийских игр в Токио (1964)[149].
- Гигерофф Лекс (49) — канадский сценарист, актёр продюсер Лексс[150].
- Дубей, Сатьядев (75) — индийский актёр и сценарист[151]..
- Ибрахим, Халил — суданский Дарфурский повстанческий лидер, руководитель Движения за справедливость и равенство; убит[152].
- Иванюхин, Сергей Романович (71) — старейший оператор петербургского телевидения[153].
- Кришталь, Георгий Гаврилович (72) — советский и российский актёр. [www.kino-teatr.ru/teatr/acter/m/ros/48591/bio/]
- Леванов, Вадим Николаевич (44) — российский прозаик, драматург, режиссёр; рак[154].
- Мельников, Александр Григорьевич (81) — первый секретарь Томского (1983—1986) и Кемеровского обкомов КПСС (1988—1990)[155].
- Питакака, Мозес (66) — генерал-губернатор Соломоновых островов (1994—1999)[156].
- Робб, Джордж (85) — английский футболист, игрок сборной Англии по футболу, участник летних Олимпийских игр в Хельсинки (1952)[157].
- Табак, Симмс (Simms Taback, 79) — американский детский писатель и иллюстратор, лауреат медали Кальдекотта[158].
- Шервуд, Джеймс (69) – американский саксофонист[159].
- Янаги, Сори (96) — японский промышленный дизайнер[160].

### 26 декабря

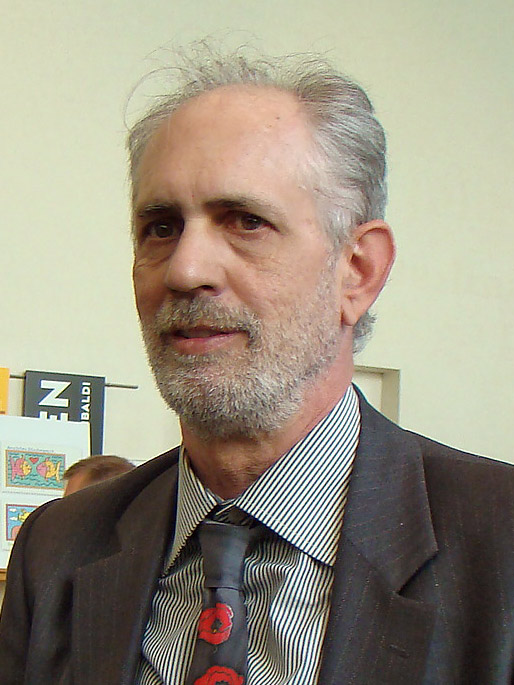
Джеймс Рицци

- Аданг, Кеннан (69) – президент Науру[161].
- Армендарис-младший, Педро (71) — мексиканский актёр («Великолепная семёрка снова в седле», «Лицензия на убийство»), сын Педро Армендариса[162].
- Бангараппа, Сарекоппа (79) — индийский политик, премьер-министр штата Карнатака (1990—1992)[163].
- Васильевский, Руслан Сергеевич (78) — российский историк, археолог и этнограф.
- Кикутакэ, Киёнори (83) – японский архитектор[164].
- Куприянов, Владимир Александрович (56) — российский фотограф, художник[165].
- Риверс, Сэм (88) — американский джазовый музыкант, композитор и бэнд-лидер[166].
- Рицци, Джеймс (61) — американский художник, представитель движения поп-арт[167].
- Сидамон-Эристов, Константин (81) — американский общественный деятель-республиканец и адвокат грузинского происхождения, почётный председатель Толстовского фонда[168].

### 27 декабря

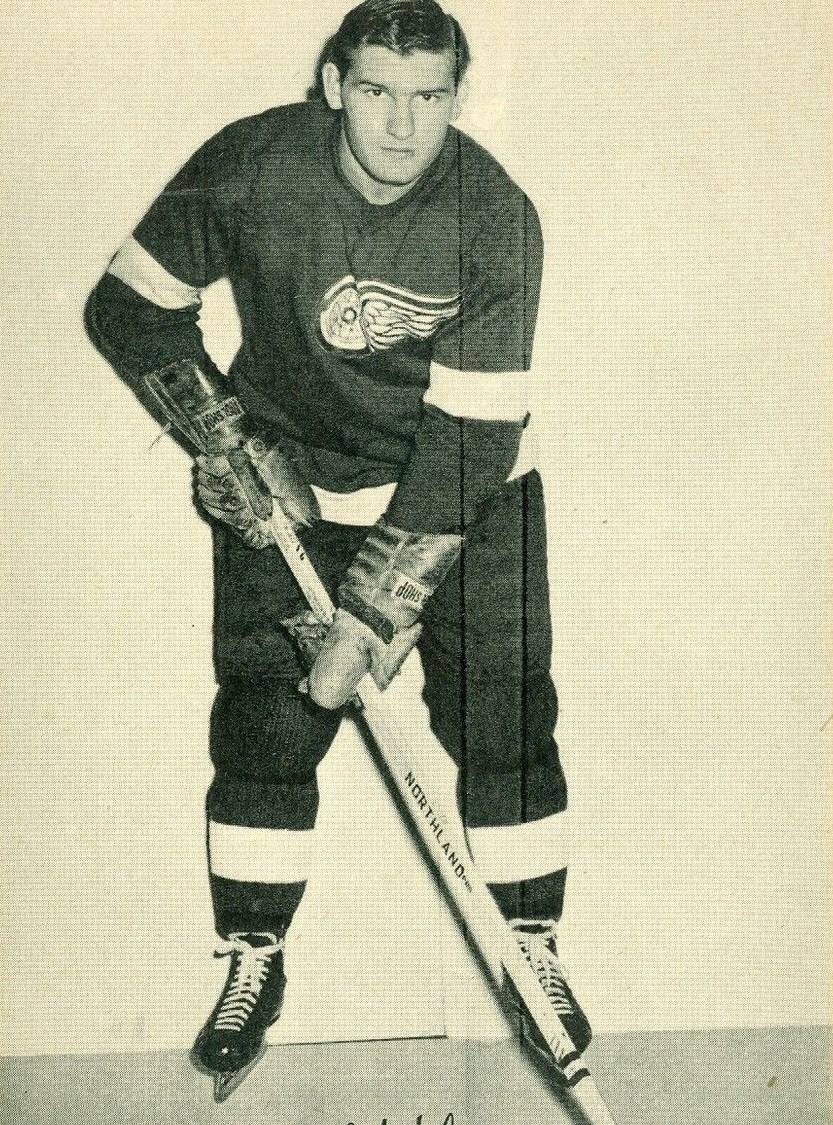
Джонни Уилсон

- Даммит, Майкл Энтони Эрдли (86) — британский философ, разработчик теории избирательной системы голосования[169].
- Дарлинг, Клиффорд (89) — Генерал-губернатор Багамских Островов (1992—1995)[170].
- Катэ (38) — бразильский футболист, двукратный обладатель Межконентиального кубка по футболу в составе «Сан-Паулу» (1992, 1993), ДТП[171].
- Кольцов, Николай Михайлович (75) — советский футболист, игрок киевского «Динамо» (1961—1963), мастер спорта УССР (1961)[172].
- Малярчук, Богдан Михайлович (67) — советский моряк-подводник, контр-адмирал, начальник ВВМУПП им. Ленинского Комсомола (1992—1998), Президент РОО «Ветераны Холодной войны»[173].
- Родс, Бетти Джейн (90) — американская актриса радио и кино, певица[174].
- Семпсон, Джулия (77) — американская теннисистка, двукратная победительница открытого чемпионата Австралии по теннису(1953)[175].
- Уилсон, Джонни (82) — канадский хоккеист, четырёхкратный обладатель кубка Стэнли в составе Детройт Ред Уингз (1950, 1952, 1954, 1955), хоккейный тренер[176].
- Франкенталер, Элен (83) — американская художница-абстракционистка, вдова Роберта Мазервелла[177].

### 28 декабря
- Керр, Шарлотта (84) — немецкая актриса
- Мильченко, Анатолий Васильевич (73) — футбольный судья, арбитр ФИФА, 14 раз входивший в список 10 лучших арбитров[178]
- Титов, Вячеслав Александрович (40) — российский актёр театра и кино, убийство [www.kino-teatr.ru/kino/acter/m/ros/4294/bio/].
- Стивенс, Кэй (79) — американская актриса и эстрадная певица[179]

### 29 декабря
- Андонов. Иван (77) — болгарский актёр и режиссёр, лауреат многочисленных кинопремий[180].
- Николай Ведерников (86) — Герой Советского Союза.
- Крёвел, Свейн (65) — норвежский кинооператор («Эллинг»)[181].
- Лебедев, Андрей Николаевич (78) российский физик, чл.-кор. РАН (2003)[182].
- Мартынов, Лев Семёнович (79) — тольяттинский скульптор, член Союза художников России[183].
- Минский, Григорий Семёнович (99) — художник.
- Мишин, Юрий Александрович (65) — российский и эстонский политик; автомобильная авария[184].
- Раджбанси, Амичанд (69) — южноафриканский политик, министр без портфеля (1984—1988), лидер Фронта Меньшинства (с 1994)[185].

### 30 декабря

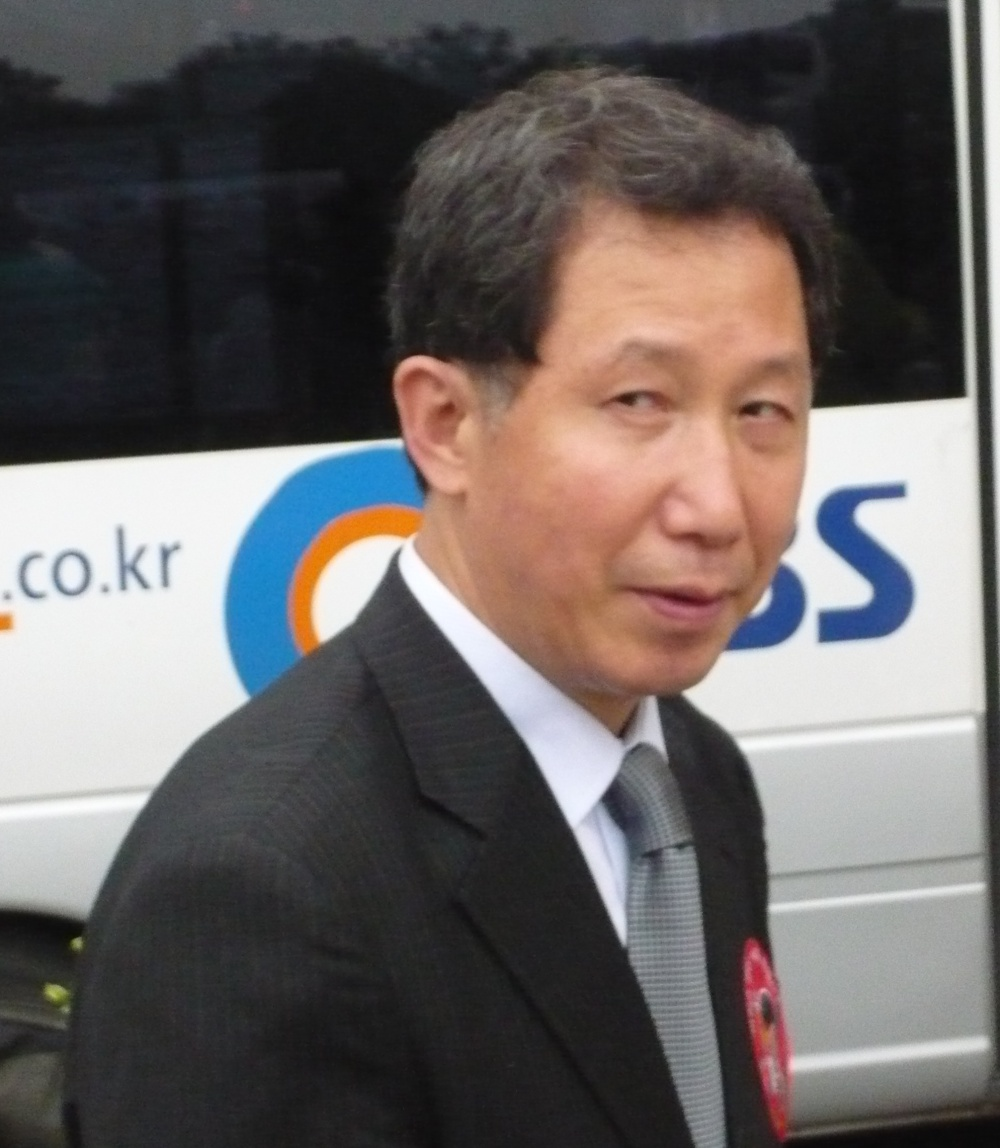
Гынтхэ Ким

- Гараш, Дежё (77) — венгерский актёр (более 145 фильмов). [www.kino-teatr.ru/kino/acter/m/euro/169679/works/]
- Цайзель, Ева (Eva Zeisel — Ива Зайсел, 105) — американский дизайнер по керамике, которая в 1930-е годы работала в СССР[186].
- Ким Гынтхэ (64) — южнокорейский политик, министр здравоохранения и социального обеспечения (2004—2006), лидер партии Уридан[187].
- Колалилло, Майк (86) — американский солдат, участник Второй мировой войны, кавалер Медали Почёта[188].
- Легоррета, Рикардо (80) — мексиканский архитектор, награждённый золотой медалью Международного союза архитекторов (1999) и лауреат Praemium Imperiale[189].
- Мустакова Фео (102) — болгарская балерина[190].
- Сирл, Рональд (91) — британский карикатурист и сценарист («Одноклассницы»)[191].
- Стародубцев, Василий Александрович (80) — губернатор Тульской области в 1997—2005 годах, член ГКЧП (1991); сердечный приступ[192].
- Тремалья, Мирко (85) — итальянский политик, соучредитель Итальянского социального движения, лидер Национального альянса, министр по делам итальянцев, проживающих за рубежом (2001—2006)[193].

### 31 декабря
- Авдусь, Зинаида Ивановна (88) — советская учёная, педагог и общественный деятель, кандидат физико-математических наук, доцент.
- Барнес, Мюррей (57) — австралийский футболист, капитан сборной Австралии по футболу (1980—1981)[194].
- Бугаец, Анатолий Александрович (71) — генеральный директор ОАО «Турбоатом», г. Харьков, Герой Украины (2002)[195].
- Голиевская, Ия Ильинична (86) — советский сержант-снайпер.
- Доронина, Елена Витальевна (56) — актриса Государственного академического Малого театра, дочь актёра Виталия Доронина. [www.kino-teatr.ru/kino/acter/w/ros/233027/works/]
- Клугер, Ежи (90) — польский еврейский бизнесмен, друг папы римского Иоанна Павла II. Сыграл важную роль в улучшении отношений католиков и евреев[196].
- Наумцев, Владимир Михайлович (77) — советский и украинский актёр театра и кино, заслуженный артист Украины, главный режиссёр-постановщик Одесского театра юного зрителя (с 1986). [www.kino-teatr.ru/kino/acter/m/post/9440/bio/]
- Серебров, Лев Борисович (72) — депутат Государственной Думы Российской Федерации пятого созыва (2007—2011) от партии «Единая Россия»[197].